# Bavleni
Bavleni (en rus: Бавлены) és un poble (un possiólok) de l'óblast de Vladímir, a Rússia, que en el cens del 2010 tenia 2.698 habitants. Pertany al districte de Koltxúguino.